# Svarta palmkronor
Svarta palmkronor är en svensk drama- och komedifilm från 1968 i regi och med manus av Lars-Magnus Lindgren. Den är baserad på Peder Sjögrens bok från 1944 med samma namn. 

## Handling
Elin Pappila från Finland söker bland olika hamnar för att hitta sjömannen Colett som räddat hennes liv vid en fartygsförlisning. Efter att hon varit nära att bli våldtagen tas hon om hand av en svensk sjöman och de tillbringar natten tillsammans på en pråm. Innan hon hinner se hans ansikte i gryningsljuset är han borta och Elin upptäcker senare att hon är gravid.

## Om filmen
Filmen spelades in på plats i Rio de Janeiro och Niterói i Brasilien. Filmen hade premiär på biograf Astoria i Stockholm den 27 september 1968. Den har visats vid ett flertal tillfällen på SVT, bland annat i september 2018, och Kanal 5.

## Rollista
- Max von Sydow – Gustav Olofson, sjöman
- Bibi Andersson – Elin Pappila
- Toralv Maurstad – Lassen, sjömanspräst
- Thommy Berggren – Colett, sjöman
- Roland Hedlund – Luleå, sjöman
- Cornelis Vreeswijk – Kocken, sjöman
- José Lewgoy – Pepito, tjuv
- Eva Henning – Mygg-Mari, Pepitos fru, bordellmamma
- Wilza Carla – Ana Gorda
- Eliezer Gomes – Moro, polis
- Maria Christina – Maruja
- Fábio Sabag – patron på hamnkrogen
- Ingvar Kjellson – svensk konsul

## DVD
Filmen gavs ut på DVD 2008.